# السلالة الباركزائية
السلالة البارَكزائيّة (بالبشتوية: د بارکزیو لړۍ) هي سلالة أفغانية من الأمراء ثم الملوك حكمت في أفغانستان ما بين 1826-1973 م. كانت مدينة كابل مقراً لها.
تولت أسرة الباركزاي تصريف أمور الوزارة في أفغانستان منذ 1747 م، كان هذا أثناء عهد الدولة الدرانية. مع بداية القرن التالي (الـ19 م) استطاع دست محمد (1826-1836 ثم 1842-1863 م) عام 1826 م أن يزيح أسرة الدراني من على العرش. تلقب بالـ«أمير» عام 1834 م وحكم في قندهار، ثم أصبح عام 1863 م وبمساعدة من البريطانيين أول حاكم لأفغانستان الموحدة. قام خلفاؤه من بعده، شير علي خان (1863-1879 م) ثم عبد الرحمن (1880-1901 م) بخوض عدة حروب ضد منافسيهم على الحكم.
كانت أفغانستان وسط الصراع الدائر بين ثلاث قوى: البريطانيون، الروس وحكام بلاد فارس (الدولة القاجارية). كان على الحكام من أسرة الباركزاي أن يتخذوا موقفا سريعا تجاه هذه القوى، إلا أن دخول القوى البريطانية البلاد عام 1879 م حسم الموقف. مع حلول سنة 1893 م أصبحت أفغانستان مطالبة بدفع جزية سنوية مقابل الحماية البريطانية. قام الأمير أمان الله (1919-1929 م) عام 1919 م بقيادة الثورة ضد البريطانيين واستطاع أن ينتزع استقلال بلاده سنة 1926 م. تلقب بالملك (بادشاه). بدأ بعدها في تنفيذ إصلاحات على الطريقة الكمالية في تركيا . سنة 1931 وبعد اضطرابات عرفتها البلاد، قام نادر شاه (1929-1933 م) بتحويلات جذرية، تم إقرار أول دستور للبلاد التي أصبحت بموجبه تتبع النظام الملكي الدستوري. حاول ابنه ظاهر شاه (1933-1973 م) أن يتبع طريقا وسطا بين الشرق والغرب. بعد سنة 1964 م أصبحت سلطات الملك محدودة أكثر بسبب القوانين الجديدة. عام 1973 م قام عدد من الضباط بعملية انقلابية، أطاحوا فيها بالملكية وأنهوا بذلك حكم أسرة الباركزاي.

## معرض صور

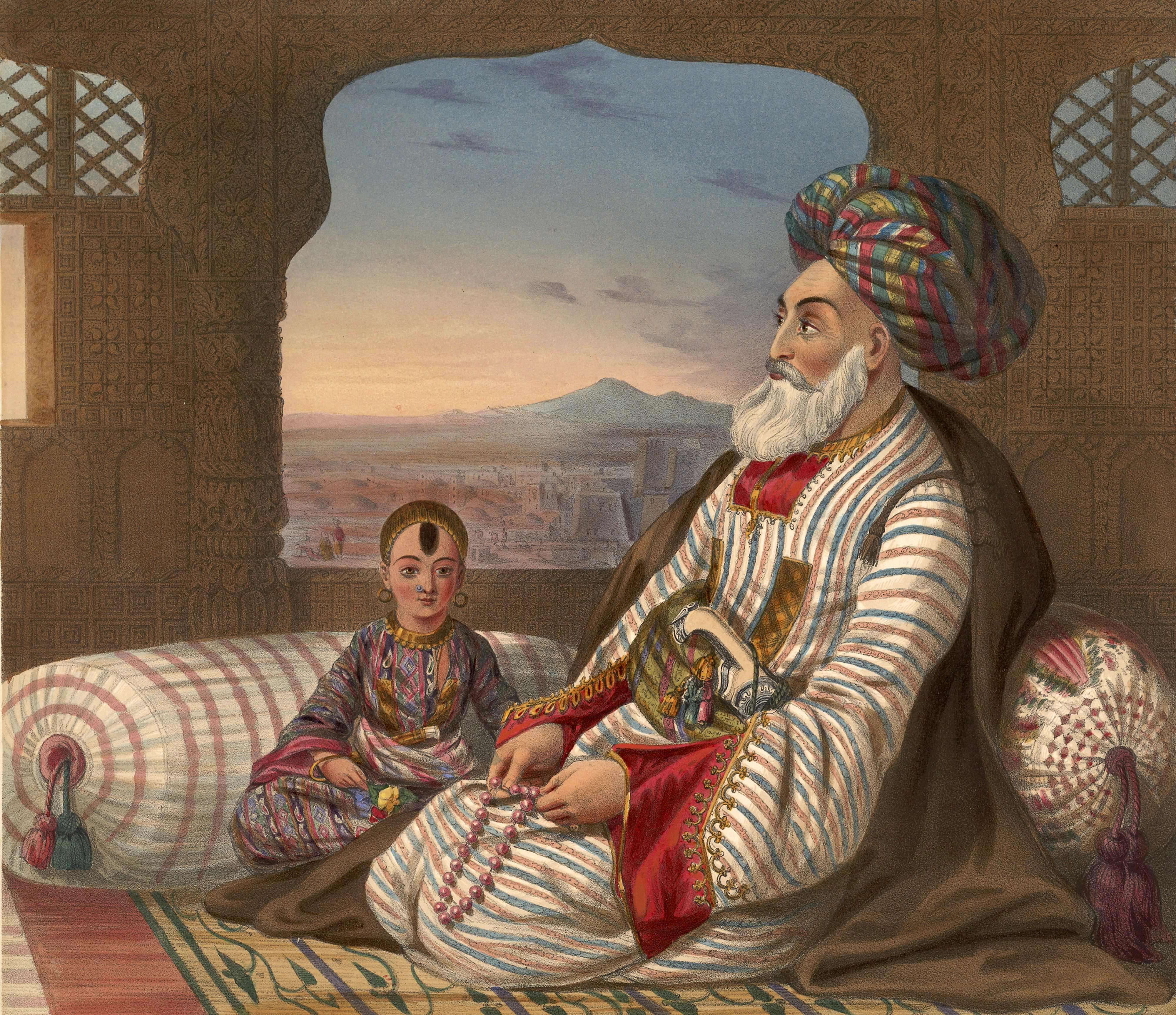
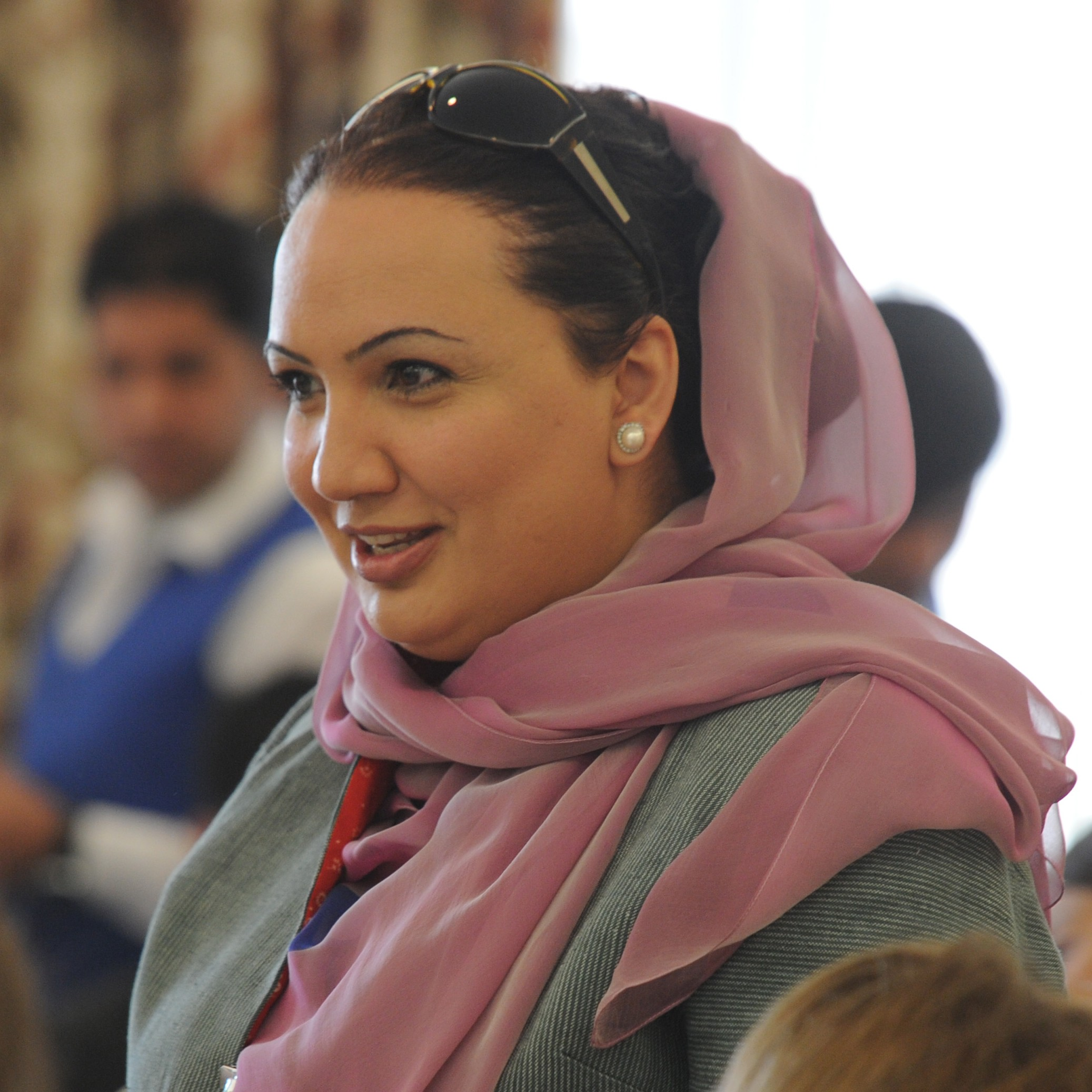

## حكام السلالة الباركزائية (الأمارة) من 1823م حتى 1926م
| الحاكم                                        | صورة | مـن   | إلـى        |
| --------------------------------------------- | ---- | ----- | ----------- |
| دوست محمد خان (الفترة الأولى)                 |      | 1826م | 1839م (خلع) |
| عودة حكم الأسرة الدرانية مؤقتاً                |      | 1839م | 1842م       |
| أکبر خان بن دوست محمد خان                     |      | 1842م | 1845م       |
| دوست محمد خان (الفترة الثانية)                |      | 1845م | 1863م       |
| شير علي خان بن دوست محمد خان (الفترة الأولى)  |      | 1863م | 1865م (خلع) |
| محمد أفضل خان بن دوست محمد خان                |      | 1865م | 1867م       |
| محمد أعظم خان بن دوست محمد خان                |      | 1867م | 1868م       |
| شير علي خان بن دوست محمد خان (الفترة الثانية) |      | 1868م | 1879م       |
| محمد يعقوب خان بن شير علي خان                 |      | 1879م | 1879م (خلع) |
| محمد أيوب خان بن شير علي خان                  |      | 1879م | 1880م (خلع) |
| عبد الرحمن خان بن محمد أفضل خان               |      | 1880م | 1901م       |
| حبيب الله خان بن عبد الرحمن خان               |      | 1901م | 1919م       |
| نصر الله خان بن عبد الرحمن خان                |      | 1919م | 1919م (خلع) |
| أمان الله خان بن حبيب الله خان                |      | 1919م | 1926م       |

## حكام السلالة الباركزائية (المملكة) من 1926م حتى 1973م
| الحاكم                                  | صورة | مـن   | إلـى          |
| --------------------------------------- | ---- | ----- | ------------- |
| أمان الله خان بن حبيب الله خان          |      | 1926م | 1929م         |
| عناية الله خان بن حبيب الله خان         |      | 1929م | 1929م (خلع)   |
| حبيب الله كلكاني (حاكم من غير السلالة)  |      | 1929م | 1929م (خلع)   |
| محمد نادر شاه (جده شقيق دوست محمد خان ) |      | 1929م | 1933م (اغتيل) |
| محمد ظاهر شاه بن محمد نادر شاه          |      | 1933م | 1973م (خلع)   |